# ده‌باله شاهی
ده‌باله شاهی (نام علمی: Alepes vari) نام یک گونه از تیره گیش‌ماهیان است.